# Mexidrilus postspermathecatus
Mexidrilus postspermathecatus är en ringmaskart som först beskrevs av Erséus 1980.  Mexidrilus postspermathecatus ingår i släktet Mexidrilus och familjen glattmaskar. Arten är reproducerande i Sverige. Inga underarter finns listade i Catalogue of Life.